# Джудиче Караччоло, Филиппо
Филиппо Джудиче Караччоло (итал. Filippo Giudice Caracciolo; 27 марта 1785, Аверса, королевство Обеих Сицилий — 29 января 1844, Неаполь, королевство Италия) — итальянский кардинал, доктор обоих прав, ораторианец. Епископ Мольфетты с 21 февраля 1820 по 15 апреля 1833. Архиепископ Неаполя с 15 апреля 1833 по 29 января 1844. Кардинал-священник с 29 июля 1833, с титулом церкви Сант-Аньезе-фуори-ле-Мура с 30 сентября 1833.

## Источник
- Информация  (англ.)